# Puerto Eva Perón
Puerto Eva Perón è un comune (municipio) dell'Argentina situato nel dipartimento di Bermejo, in provincia di Chaco.